# Pipra pipra
Pipra pipra là một loài chim trong họ Pipridae. Đây là một loài khá phổ biến và là một trong những loài dễ nhận biết nhất, ngay cả với bộ lông của chim mái. Chúng phân bố từ Costa Rica đến đông bắc Peru và đông Brazil. Theo truyền thống, nó được xếp vào chi Pipra, nhưng hiện nay được xếp vào chi đơn loài Pseudopipra của riêng nó. Nó là một loài chim nhỏ, dài khoảng 10 cm (3,9 in). Chim trống có bộ lông đen với vương miện trắng có thể dựng lên như mào, là thành viên duy nhất của họ Pipridae sở hữu cả thân đen tuyền và vương miện trắng lấp lánh. Chim mái và chim non có màu xanh ô liu, đầu và cổ họng màu xám, phần dưới màu xanh xám hoặc ô liu.